# Station thermale de La Bourboule

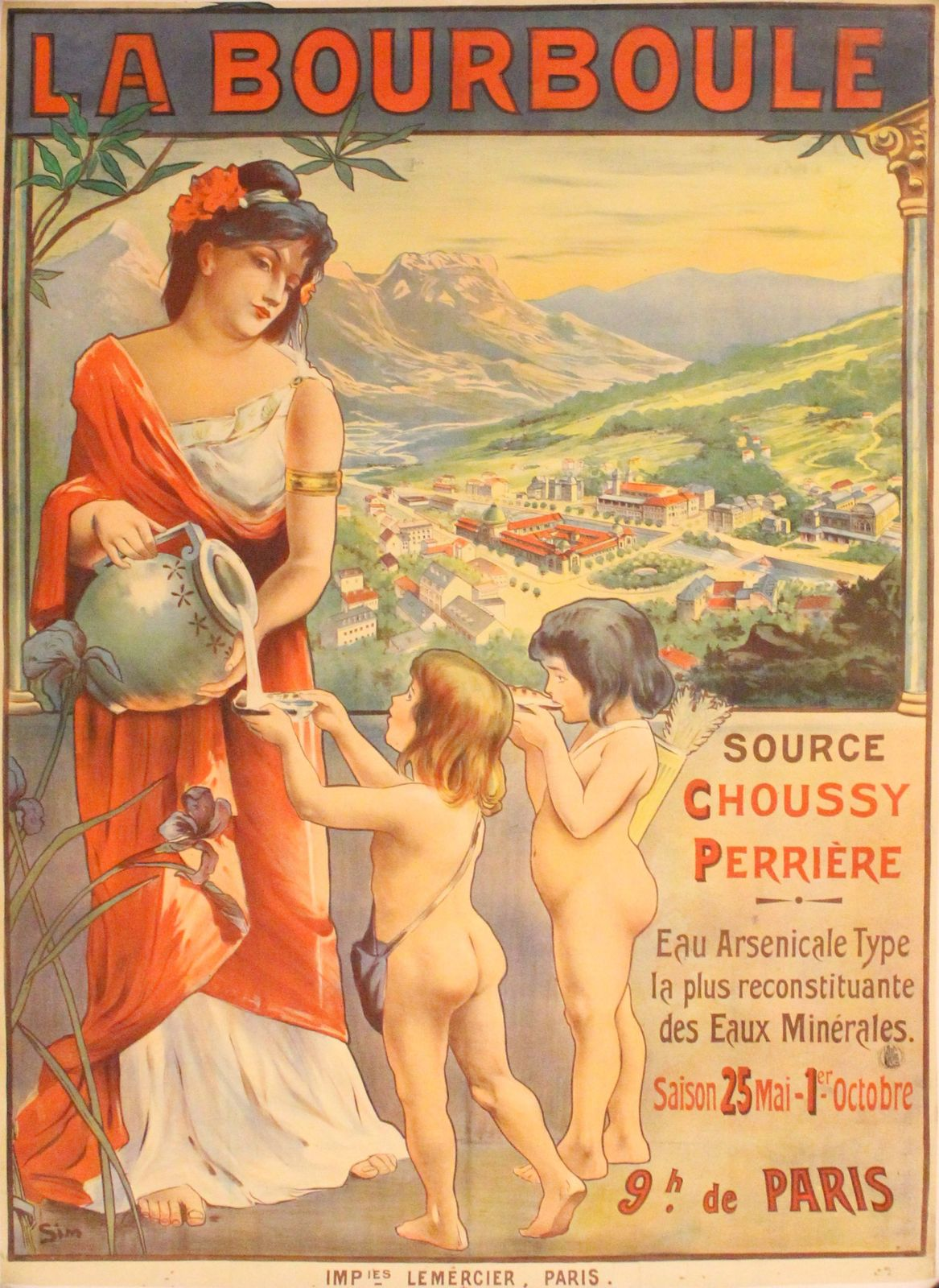
Affiche de Michel Simonidy, au début du XX.

La station thermale de La Bourboule est un centre thérapeutique hydrothermal spécialisé dans la crénothérapie située à La Bourboule dans le Puy-de-Dôme au pied du massif du Sancy en France. Elle est répartie historiquement sur plusieurs établissements, principalement les Grands Thermes et l'établissement Choussy.

## Histoire

### 1810, Choussy et les origines

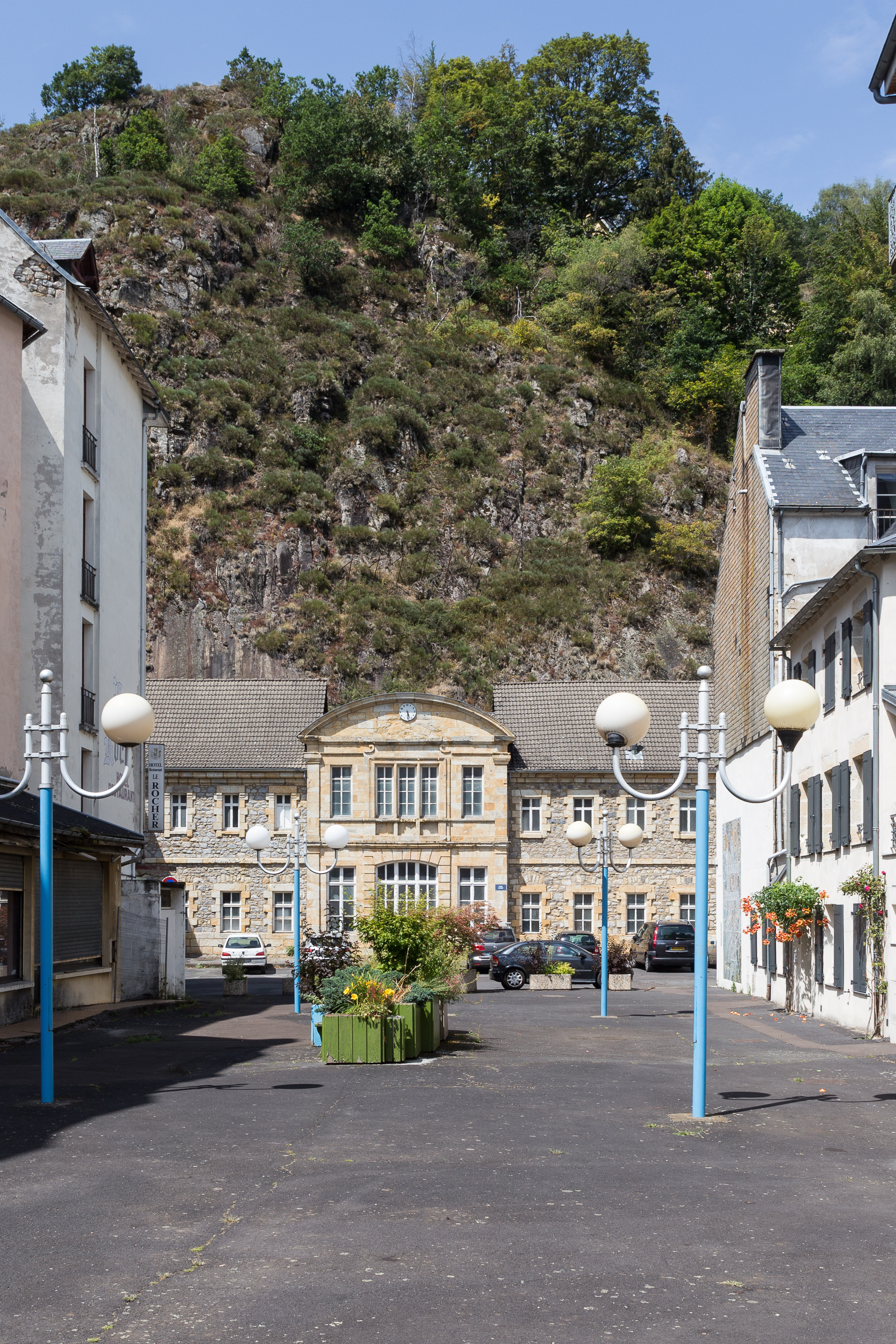
Établissement Choussy

En 1810, Jacques Guillaume Lacoste rachète la première maison de bains du village, reliée à la source du Bagnassou, qu'il étend et modernise fortement en 1821. C'est certainement le point de départ de l'histoire moderne de la station thermale. 
En 1828, Guillaume Gabriel Choussy Dubreuil rachète cet établissement, et la famille Choussy deviendra progressivement la principale propriétaire des infrastructures thermales. Son neveu, le docteur Gabriel-Louis Choussy (1840-1879) prend dans les années 1960 la direction de l'établissement, en même temps qu'il théorise l'action médicale des eaux de la Bourboule. Entre 1860 et 1863, la famille Choussy fait également construire le Grand Hôtel, à proximité immédiate de l'établissement.

### La guerre des puits, 1866-1879
L'établissement Choussy est en plein essor mais est concurrencé dès 1862 par l'établissement Mabru tout proche, alimenté par les sources Perrière et Sedaiges. La capacité d'accueil se compte alors en nombre de cabines de bains ; les deux établissements en comptent une vingtaine chacun.
Entre 1866 et 1879, une "guerre des puits" oppose les deux principales familles possédant les établissements thermaux et touristiques, Choussy et Mabru,. Cette concurrence commerciale effrénée multiplie les puits et les noms de sources.

### La CEMB et les Grands Thermes
La Compagnie des Eaux Minérales de La Bourboule (CEMB) se constitue vers 1875 autour de Mabru, en incorporant plusieurs actionnaires nationaux. Elle fait bâtir Les Grands Thermes sur une architecture néo-byzantine en plusieurs tranches successives à partir de 1876. Même si la première saison thermale y est ouverte en juillet 1877, l'inauguration officielle n'aura lieu qu'en 1904. L'établissement vise à l'origine un accueil plus large que les "petits" établissements familiaux qui ont marqué la guerre des puits.

### Développement de la station
Au début du 20e siècle, c'est une station à la mode qui accueille des célébrités.
Plusieurs sources y sont captées (Perrière, Choussy, Fenestre) et plusieurs établissements thermaux privés s'y développent.

## Localisation
Situé à La Bourboule, une vallée au cœur du parc régional des volcans d'Auvergne, plus exactement dans le massif des Monts Dore (Sancy), la station est implantée en bord de Dordogne, au pied du lieu-dit La Roche des Fées, roche située sur une faille volcanique, à l'origine de la remontée des eaux minérales.

## Indications thérapeutiques
La station est spécialisée dans les pathologies de l'enfant, notamment dans l'asthme,, mais également dans la dermatologie, particulièrement les soins des séquelles des traitements anti-cancer.

## Gestion
La commune de La Bourboule rachète l'établissement des Grands Thermes et sa source (Perrière) en 2009. 
Elle bénéficie en 2020, comme d'autres stations d'Auvergne, du plan thermal régional lancé par Laurent Wauquiez, puis d'une aide de 2,5 millions d'euros de l'État pour racheter en 2023 l'établissement Choussy et ses deux sources, Choussy et Fenestre. 
L'établissement thermal est aujourd'hui géré en régie municipale.

## Statut patrimonial
Les deux établissements principaux sont référencés par la base des monuments nationaux.
- L'établissement Choussy, Notice no IA63000691, sur la plateforme ouverte du patrimoine, base Mérimée, ministère français de la Culture.
- Les Grands Thermes, Notice no IA63000705, sur la plateforme ouverte du patrimoine, base Mérimée, ministère français de la Culture.
- Le Grand Hôtel de l'Établissement (Choussy), Notice no IA63000704, sur la plateforme ouverte du patrimoine, base Mérimée, ministère français de la Culture

### Repères bibliographiques
- Brigitte Ceroni, Roger Choplain, Roland Maston et Jean-François Luneau, La Bourboule, Puy-de-Dôme : thermalisme et villégiature : France. Inventaire général des monuments et des richesses artistiques de la France. Commission régionale Auvergne., Clermont-Ferrand, Association Étude du patrimoine auvergnat, 2000, 62 p. (ISBN 2-905554-21-5 et 9782905554215, OCLC 468841656, lire en ligne)
- Donnet, Pierre-Antoine., Villes d'eaux en Auvergne, Saint-Cyr-sur-Loire, A. Sutton, 2006, 128 p. (ISBN 2-84910-386-1 et 9782849103869, OCLC 69170211, lire en ligne), p. 27-42
- Marie-Ève Férérol, « Naissance et développement de La Bourboule : ville thermale neuve française exemplaire », Espaces et sociétés, vol. 2012/3, no 151,‎ septembre 2012, p. 49 à 67 (lire en ligne)